# Distrito electoral federal 11 de la Ciudad de México
El XI Distrito Electoral Federal de Ciudad de México es uno de los 300 distritos electorales en los que se encuentra dividido el territorio de México y uno de los 24 en los que se divide Ciudad de México. Su cabecera es la alcaldía Venustiano Carranza.
Desde la distritación de 2005 está formado por la mitad oriente de la Alcaldía Venustiano Carranza y el extremo oriental de la de Iztacalco. Abarca las colonias cercanas al Aeropuerto Internacional de la Ciudad de México, la zona de los Arenales, la Alameda Oriente, el Peñón de los Baños, la Agrícola Oriental y la Pantitlán

## Distritaciones anteriores
El XI Distrito de Ciudad de México (entonces Distrito Federal) surgió en 1863 para la conformación de la III Legislatura del Congreso de la Unión, con Félix Galindo como primer diputado federal por este distrito.

### Distritación 1978 - 1996
Para la distritación de 1978, vigente hasta 1996, el XI Distrito se ubicó dentro de los territorios de las delegaciones Cuauhtémoc y Gustavo A. Madero.

### Distritación 1996 - 2005
Con la distritación de 1996, el XI Distrito se estableció en el sector oriental de la delegación Venustiano Carranza, con 181 secciones electorales.

### Distritación 2005 - 2017
Incrementa su extensión para conformarse con 209 secciones electorales.

## Diputados por el distrito
| Diputado                                                      | Grupo parlamentario | Legislatura   | Periodo     |
| ------------------------------------------------------------- | ------------------- | ------------- | ----------- |
| Félix Galindo                                                 | Liberal             | III           | 1863 - 1865 |
| Ignacio Mariscal                                              | Liberal             | IV            | 1867 - 1868 |
| El XI distrito es suprimido en 1868. Es restablecido en 1882. |                     |               |             |
| Antonio Gómez                                                 | Liberal             | XI            | 1882 - 1884 |
| El XI distrito es suprimido en 1884. Es restablecido en 1912. |                     |               |             |
| Luis Cabrera Lobato                                           | PCP                 | XXVI          | 1912 - 1914 |
| Ciro B. Ceballos                                              | PLC                 | Constituyente | 1916 - 1917 |
| Genaro Palacios Moreno                                        | PLN                 | XXVII XXVIII  | 1917 - 1920 |
| Jorge Prieto Laurens                                          | PLCNU               | XXIX          | 1920 - 1922 |
| José F. Gutiérrez                                             |                     | XXX           | 1922 - 1924 |
| Ernesto Prieto                                                | PRNTM               | XXXI XXXII    | 1924 - 1928 |
| Ricardo Topete                                                | PO                  | XXXIII        | 1928 - 1930 |
| Vacante                                                       | Vacante             | XXXIV         | 1930 - 1932 |
| Guillermo Zárraga                                             |                     | XXXV          | 1932 - 1934 |
| Jesús Vidales Marroquín                                       |                     | XXXVI         | 1934 - 1935 |
| Rafael Padilla Flores                                         | 1935 - 1937         | XXXVI         |             |
| J. Jesús Rico                                                 |                     | XXXVII        | 1937 - 1940 |
| Jesús de la Garza                                             | PRUN                | XXXVIII       | 1940 - 1943 |
| Sacramento Joffre Vázquez                                     |                     | XXXIX         | 1943 - 1945 |
| Emiliano Aguilar                                              | 1945 - 1946         | XXXIX         |             |
| Vacante                                                       | Vacante             | XL            | 1946 - 1949 |
| Aarón Camacho López                                           |                     | XLI           | 1949 - 1952 |
| Eugenio Ibarrola Santoyo                                      |                     | XLII          | 1952 - 1955 |
| Francisco Aguirre Alegría                                     |                     | XLIII         | 1955 - 1958 |
| J. Jesús López González                                       |                     | XLIV          | 1958 - 1961 |
| Carlos Zapata Vela                                            |                     | XLV           | 1961 - 1964 |
| Luis Priego Ortiz                                             |                     | XLVI          | 1964 - 1967 |
| Pedro Rosas Rodríguez                                         |                     | XLVII         | 1967 - 1970 |
| Juan Rodríguez Salazar                                        |                     | XLVIII        | 1970 - 1973 |
| Juan José Hinojosa Hinojosa                                   |                     | XLIX          | 1973 - 1976 |
| Jaime Aguilar Álvarez                                         |                     | L             | 1976 - 1979 |
| Manuel Germán Parra y Prado                                   |                     | LI            | 1979 - 1982 |
| Enrique León Martínez                                         |                     | LII           | 1982 - 1985 |
| Lulio Valenzuela Herrera                                      |                     | LIII          | 1985 - 1988 |
| Patricia Garduño Morales                                      |                     | LIV           | 1988 - 1991 |
| José Antonio González Fernández                               |                     | LV            | 1991 - 1994 |
| Alejandro Rojas Díaz Durán                                    |                     | LVI           | 1994 - 1997 |
| Octavio Hernández Calzada                                     |                     | LVII          | 1997 - 2000 |
| Francisco Ramírez Cabrera                                     |                     | LVIII         | 2000 - 2003 |
| Alfonso Ramírez Cuéllar                                       |                     | LIX           | 2003 - 2006 |
| Víctor Hugo García Rodríguez                                  |                     | LX            | 2006 - 2009 |
| Laura Piña Olmedo                                             |                     | LXI           | 2009 - 2012 |
| Luis Espinosa Cházaro                                         |                     | LXII          | 2012 - 2015 |
| Rafael Hernández Soriano                                      |                     | LXIII         | 2015 - 2018 |
| Rocío Barrera Badillo                                         |                     | LXIV          | 2018 - 2021 |
| Lidia Pérez Bárcenas                                          |                     | LXV           | 2021 - 2024 |
| Elena Segura Trejo                                            |                     | LXVI          | 2024 -      |

## Resultados electorales

### 2021
|  | 43.45 % |

|  | 41.69 % |

|  | 3.83 % |

|  | 2.10 % |

|  | 1.90 % |

|  | 1.76 % |

|  | 1.43 % |

|  | 0.67 % |

|  | 3.03 % |

|  | 0.13 % |

|  | 100 % |

|  | 55.54 % |

### 2018
|  | 48.4649 % |

|  | 33.6355 % |

|  | 8.9866 % |

|  | 3.7426 % |

|  | 1.7778 % |

|  | 0.1110 % |

|  | 3.2812 % |

|  | 100.00 % |

### 2009
|  | 16.96 % |

|  | 17.65 % |

|  | 26.91 % |

|  | 9.63 % |

|  | 12.65 % |

|  | 3.76 % |

|  | 1.68 % |

|  | 0.40 % |

|  | 10.36 % |

|  | 100.00 % |